# Шамсутдинов, Дамир Фаргатович
Дами́р Фарга́тович Шамсутди́нов (род. 1 июля 2002) — российский самбист, бронзовый призёр первенства России среди юниоров 2021 года по самбо, бронзовый призёр соревнований по самбо Всероссийской спартакиады 2022 года, бронзовый призёр Кубка России по самбо 2022 года, чемпион России по самбо 2022 года, чемпион России и мира по пляжному самбо 2023 года, мастер спорта России (2021). Выступает в весовых категориях до 53 и 58 кг. Наставниками Шамсутдинова были Ю. Б. Лоншаков и М. И. Суханов.
Брат-близнец Данир также занимается самбо, является бронзовым призёром чемпионата страны 2021 года и бронзовым призёром Игр СНГ 2023 года.

## Национальные соревнования
- Чемпионат России по самбо 2021 — ;
- Самбо на Всероссийской спартакиаде 2022 — ;
- Кубок России по самбо 2022 — ;
- Чемпионат России по самбо 2022 — ;
- Чемпионат России по пляжному самбо 2023 — ;